# Sân vận động Goyang
Sân vận động Goyang là một sân vận động đa năng ở Goyang, Hàn Quốc. Sân được sử dụng chủ yếu cho các trận đấu bóng đá. Đây là sân nhà của Goyang Zaicro FC thuộc K League Challenge từ năm 2013 đến năm 2016. Sân vận động có sức chứa 41.311 người. Sân được xây dựng vào năm 2003. Sân đôi khi cũng được sử dụng cho các trận đấu của đội tuyển bóng đá quốc gia Hàn Quốc.

## Buổi hòa nhạc
| Ngày             | Nghệ sĩ   | Sự kiện                              |
| 2024             | 2024      | 2024                                 |
| ---------------- | --------- | ------------------------------------ |
| Ngày 05 tháng 10 | Enhypen   | Walk The Line Tour                   |
| Ngày 06 tháng 10 | Enhypen   | Walk The Line Tour                   |
| Ngày 12 tháng 10 | Seventeen | Right Here World Tour                |
| Ngày 13 tháng 10 | Seventeen | Right Here World Tour                |
| 2025             |           |                                      |
| Ngày 29 tháng 03 | G-Dragon  | Übermensch World Tour                |
| Ngày 30 tháng 03 | G-Dragon  | Übermensch World Tour                |
| Ngày 05 tháng 07 | Blackpink | Blackpink 2025 World Tour "Deadline" |
| Ngày 06 tháng 07 | Blackpink | Blackpink 2025 World Tour "Deadline" |